# Клум, Хайди
Ха́йди Ка́улитц (нем. Heidi Kaulitz), в девичестве — Клум (нем. Klum; 1 июня 1973, Бергиш-Гладбах, Северный Рейн-Вестфалия, ФРГ) — немецкая супермодель, актриса и телеведущая.

## Биография
С конца 1990-х годов Хайди Клум считается одной из самых известных моделей в мире. Её карьера началась в 1992 году, когда она выиграла главный приз в Late-Night-Show Томаса Готтшалька. 18-летняя школьница победила в соревновании с 25 тысячами конкуренток, и в качестве приза подписала контракт с модельным агентством на 300 000 долларов. После окончания школы она отказалась от учёбы на дизайнера одежды в Дюссельдорфе и вместо этого занялась своей модельной карьерой. С 1993 года Клум живёт в США.
Всемирная известность пришла к Хайди Клум в 1998 году, когда её фото в купальнике было напечатано на обложке американского журнала Sports Illustrated, чей тираж достигает в США 20 млн. Кроме того, Клум стала одной из ведущих моделей компании Victoria's Secret, одним из «ангелов». Также вышли популярные журналы Vogue и ELLE с фотографией Хайди на обложке. Однако Клум никогда не принадлежала к группе моделей, которые выходили на подиумы во время больших показов в Париже, Милане или Нью-Йорке.

### Модельная карьера и реклама
Клум участвует в рекламных кампаниях Katjes (выпускают сладости), с 2005 года для сети ресторанов быстрого питания McDonald’s. Она также рекламирует обувные марки Stiefelkönig, Birkenstock, средства для укладки волос Taft от концерна Henkel Group, сеть супермаркетов SPAR, участвует в рекламной кампании Douglas, а с осени 2007 года вместе со своим на тот момент супругом Силом рекламировала модель Volkswagen Tiguan. Свою популярность Клум использует для успешной продажи продуктов, выпускаемых под именем Хайди Клум. Это, например, сладости, украшения, коллекция одежды (вместе с Otto), парфюмерия. Нью-Йоркский ювелир Mouawad создаёт вместе с Клум коллекцию, он же ежегодно оформляет бюстгальтер с бриллиантами — Very Sexy Fantasy Bra, представляемый на показах Victoria’s Secret.
В декабре 2004 года вышла первая книга Клум Klum’s Body of Knowledge: 8 Rules of Model Behavior (to Help You Take Off on the Runway of Life).
В 2005 году именем Клум был назван сорт розы Rosa 'Heidi Klum Rose'. В 2009 году немецкое издание Vogue полностью посвятило модели июньский номер.
В 2008 году Хайди Клум вошла в список 15 богатейших моделей в мире по данным Forbes. В 2012 году Клум в список не попала, поскольку уже не является топ-моделью, а скорее медиамагнатом. В Списке самых влиятельных женщин за 2011 год Клум заняла 39-е место.

### Кино и телевидение
Хайди Клум сыграла несколько ролей в кино- и телефильмах. В ситкоме «Спин Сити» она играла в семи сериях саму себя, кроме того она снялась в эпизодичных ролях в сериалах «Секс в большом городе», «Как я встретил вашу маму», «Отчаянные домохозяйки», в фильмах «Заколдованная Элла», «Английский цирюльник» и других.
В декабре 2004 года на телевидении вышло шоу «Проект Подиум», в котором жюри выбирает, кого из двенадцати (а впоследствии — шестнадцати) кандидатов можно назвать лучшим дизайнером. Клум является не только одним из 11 продюсеров, но и соведущей, а также председателем жюри.

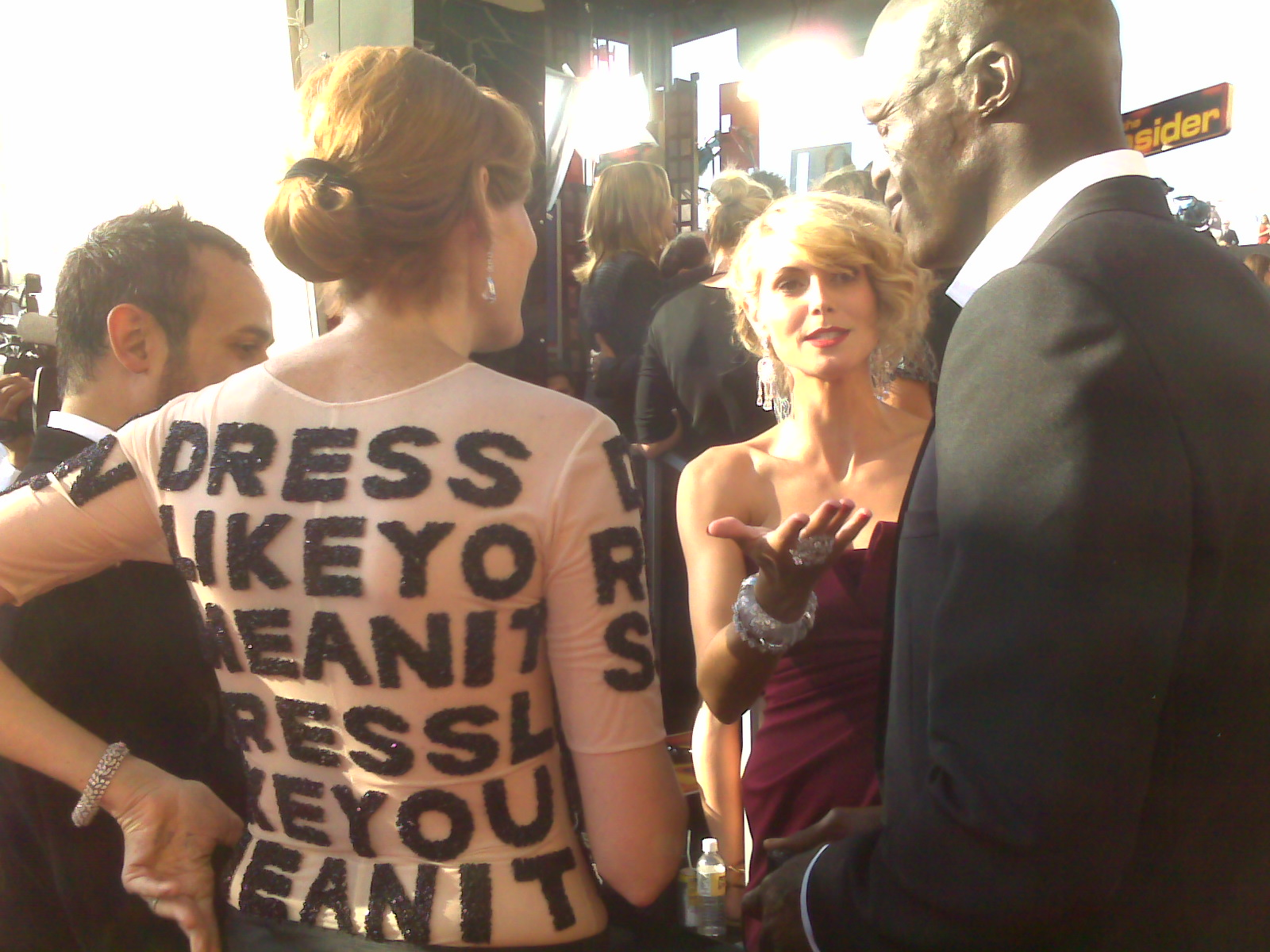
С бывшим мужем Силом

В 2006 году на немецком телевидении (канал ProSieben) стартовало реалити-шоу Germany’s Next Topmodel, где девушки борются за главный приз — контракт с модельным агентством IMG Models, автомобиль и обложку немецкого издания Cosmopolitan. Шоу организуется ежегодно, а Хайди является неизменным членом жюри.
В 2011 году вела семейное шоу «Детские забавы с Хайди Клум» на канале Lifetime.
Также Хайди Клум была ведущей церемонии MTV Europe Music Awards 2012, которая прошла в городе Франкфурт-на-Майне 11 ноября 2012 года. В 2001 году Хайди Клум снялась в клипе группы Jamiroquai «Love Foolosophy».
В 2015 году Хайди Клум снялась в клипе на песню «Fire Meet Gasoline» певицы Сии.
11 ноября 2019 года в прокат вышла анимационная комедия «Стражи Арктики», в оригинальной версии которой Клум озвучила одного из персонажей.

### Личная жизнь
В 1997—2002 годы Клум была замужем за стилистом Риком Пипино.
В 2005—2012 годы Клум была замужем за музыкантом Силом. У бывших супругов есть четверо детей: дочь Лени Олуми Клум (род. 4 мая 2004), сыновья Генри Гюнтер Адемола Дашту Сэмюэль (род. 12 сентября 2005) и Йохан Райли Фёдор Тайво Сэмюэль (род. 22 ноября 2006), и ещё одна дочь — Лу Сулола Сэмюэль (род. 9 октября 2009). С биологическим отцом Лени, бизнесменом Флавио Бриаторе, Клум рассталась во время беременности и ещё до рождения дочери начала встречаться со своим будущим супругом Силом, который в декабре 2009 года официально удочерил Хелен.
С сентября 2012 года по январь 2014 Клум встречалась со своим охранником Мартином Кристеном.
C февраля 2014 года встречалась с арт-дилером Вито Шнабелем, который моложе Клум на 13 лет; в сентябре 2017 года их отношения завершились.
С февраля 2019 года Клум замужем за музыкантом Томом Каулитцем, с которым она встречалась год до их свадьбы.

## Избранная фильмография
| Год  |   | Русское название      | Оригинальное название | Роль              |
| ---- | - | --------------------- | --------------------- | ----------------- |
| 2010 | с | Отчаянные домохозяйки | Desperate Housewives  | в роли самой себя |

## Хайди Клум в филателии
В 2002 году почта Гренады выпустила серию из трёх марок с фотографиями Хайди. Марки были выпущены в малом листе с фотографиями на краях. На листе надпись: «Откройте для себя красоту марок»